# Johannes Josephus Aarts
Pour les articles homonymes, voir Aarts.
Johannes Josephus Aarts (1871 - 1934) est un artiste peintre néerlandais, illustrateur, lithographe, aquafortiste, écrivain, professeur et concepteur de couverture de livre.

## Biographie
Johannes Josephus Aarts est né le 18 août 1871 à La Haye.
Il se forme à l'Académie royale des beaux-arts de La Haye.
Il est actif dans sa ville natale en 1911, puis déménage à Amsterdam où il reste actif jusqu'à la fin de sa vie en 1934.
En plus de sa carrière de peintre, Aarts écrit régulièrement pour le journal de La Haye Het Vaderland et enseigne à l'Académie royale des beaux-arts d'Amsterdam, succédant à Pieter Dupont.
Il réalise aussi des sculptures lui servant d'études pour ses œuvres picturales. Il contribue ainsi au renouveau de plusieurs techniques graphiques dans les Pays-Bas.
Johannes Josephus Aarts meurt le 19 octobre 1934 à Amsterdam.

## Œuvre
Jusqu'à environ 1900, Aarts se consacre principalement à l'art de la gravure, en particulier la gravure sur bois et l'eau-forte. Ce n'est qu'après qu'il se tourne réellement vers d'autres techniques picturales. Il s'intéresse particulièrement au pointillisme,.
Il peint des portraits, des animaux et des paysages (notamment des paysages de ville et de dunes), et l'on trouve des fermiers, des dockers puis plus tard des mendiants et des invalides. Entre 1920 et 1930, il produit principalement des œuvres visionnaires avec des scènes post-apocalyptiques.

Œuvres de Johannes Josephus Aarts
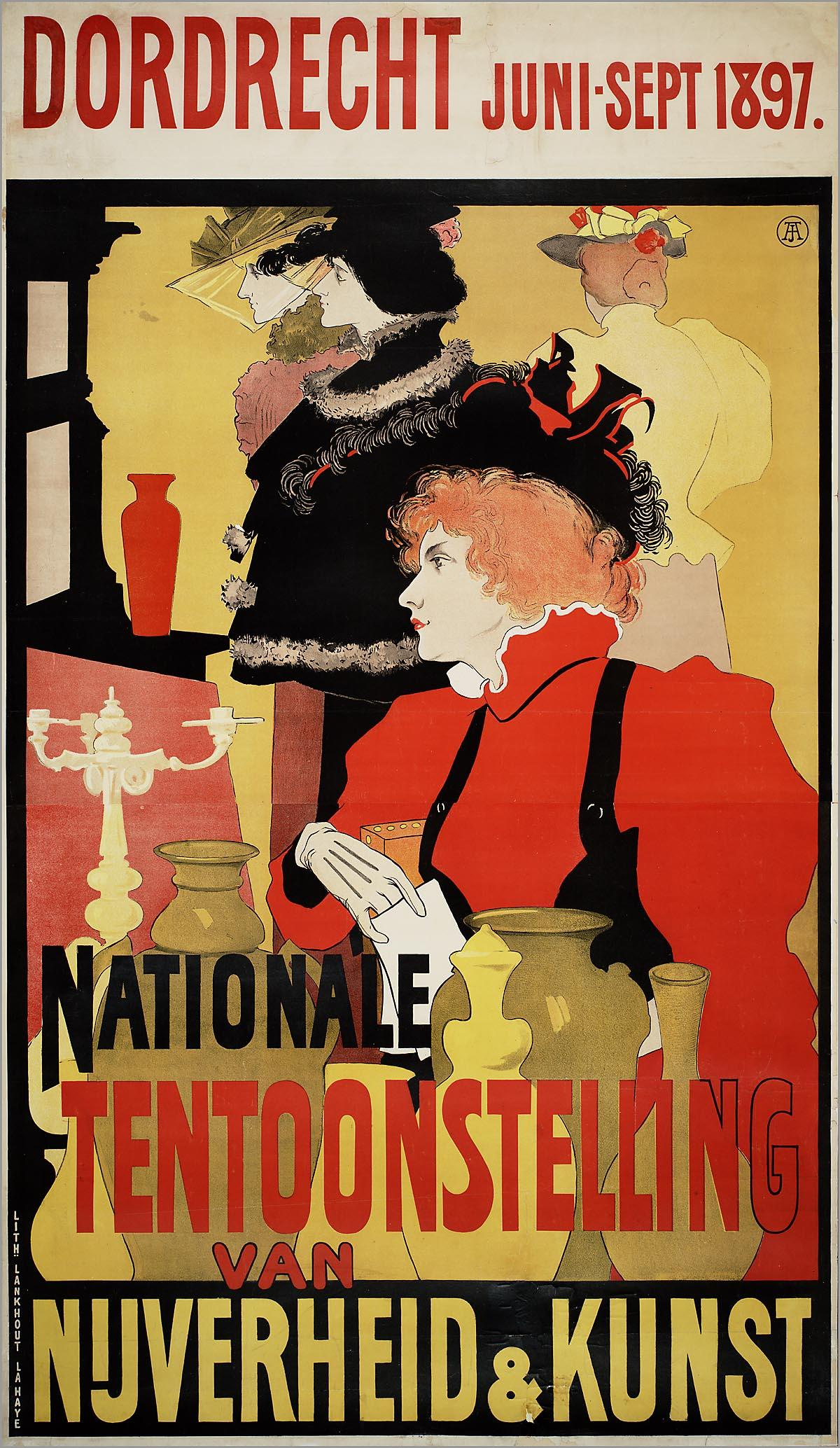
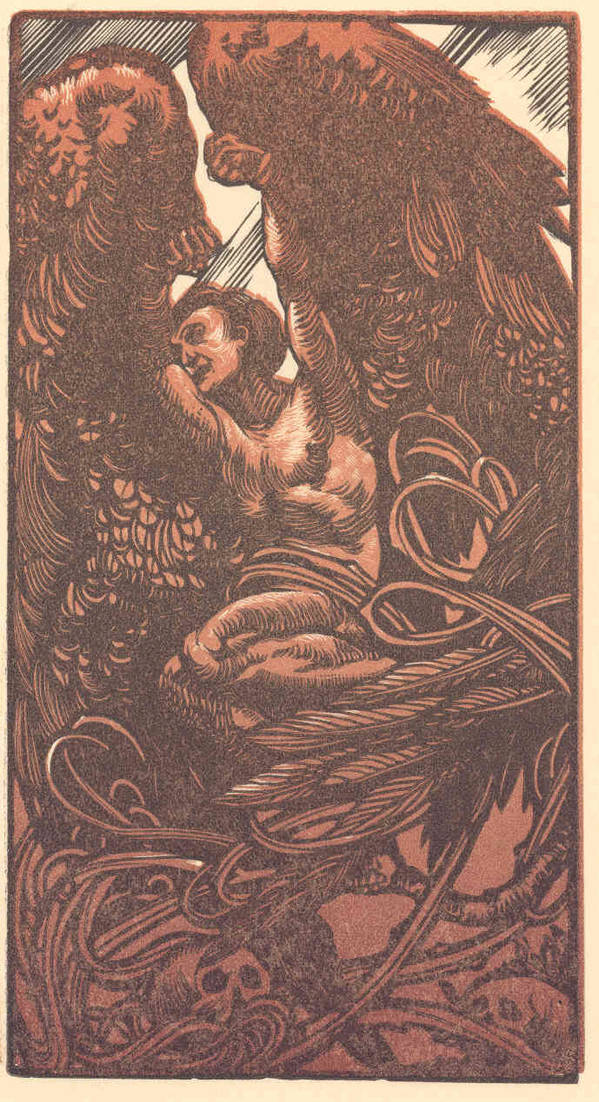
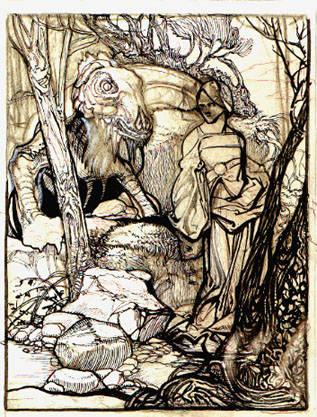
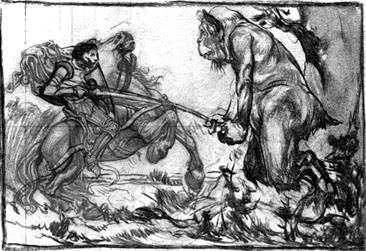
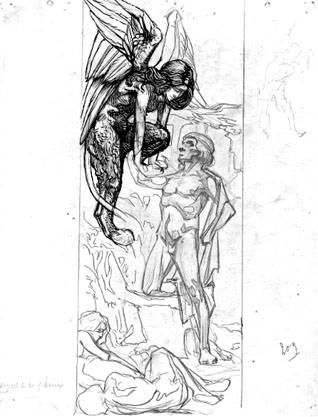
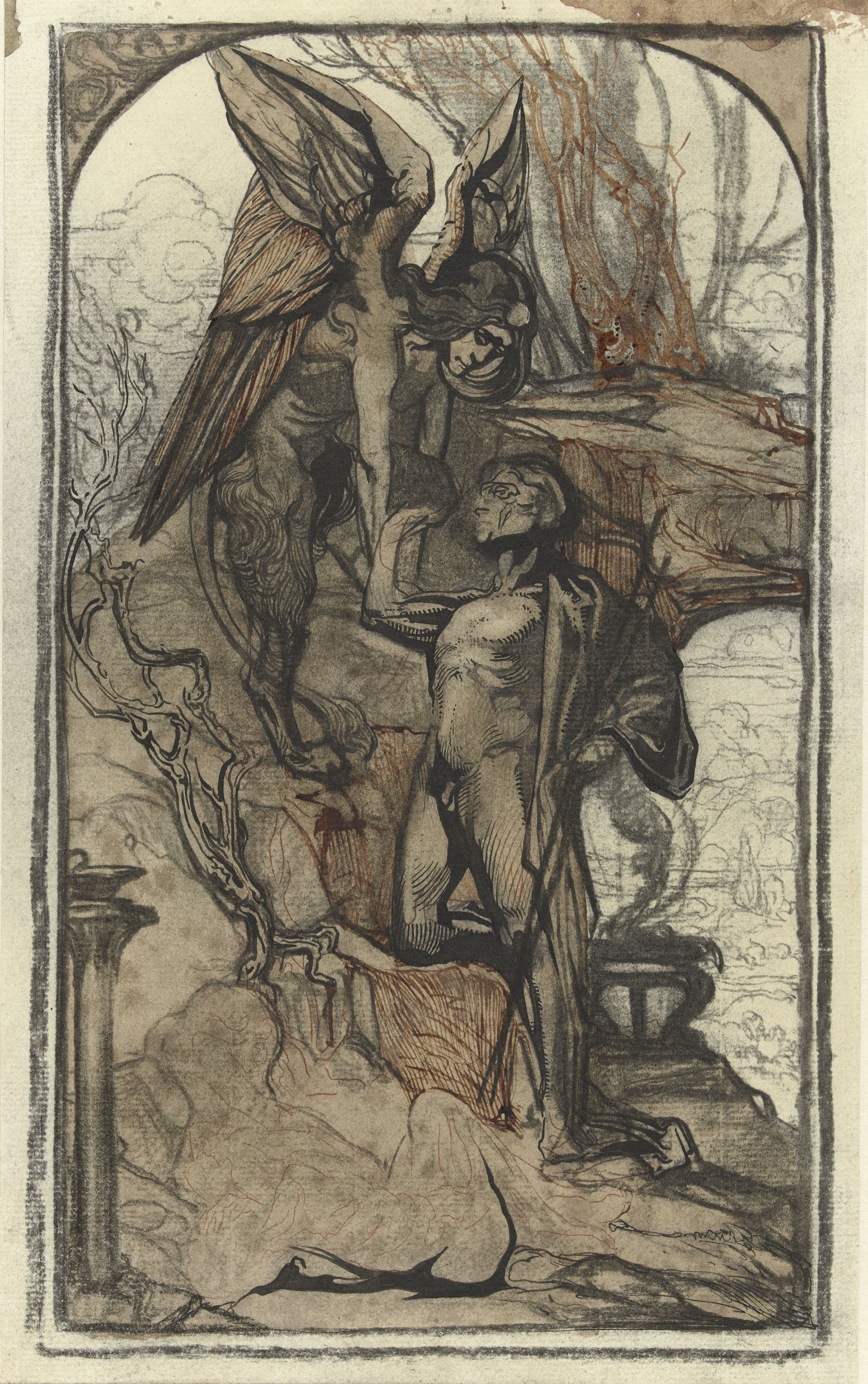

## Élèves
Johannes Josephus Aarts a eu de nombreux élèves notables, parmi lesquels :
- Mia Bake (nl)
- Johan Dijkstra
- Debora Duyvis (nl)
- Jan Franken Pzn. (nl)
- Julie de Graag
- Sem Hartz
- Jan Heesters (nl)
- Hubert Levigne (nl)
- Edith Elizabeth Pijpers (nl)
- Jan Rot
- Elie Smalhout (nl)
- Charles de Stuers

## Conservation
De nombreuses œuvres de J. J. Aarts sont conservées au Rijksmuseum Amsterdam.